# Asha-Rose Migiro
Asha-Rose Mtengeti, coniugata Migiro (Songea, 9 luglio 1956), è una politica tanzaniana, del Partito della Rivoluzione (Chama Cha Mapinduzi, CCM) che è stata vicesegretaria generale delle Nazioni Unite dal 2007 al 2012 ed è stata nominata inviata speciale del Segretario generale delle Nazioni Unite per l'HIV /AIDS in Africa il 13 luglio 2012.

## Esperienza in Tanzania
Nata a Songea come Asha-Rose Mtengeti, ha assunto il cognome Migiro del marito Cleophas dopo il matrimonio. Dopo essersi laureata in patria, ha conseguito un dottorato di ricerca nel 1992 presso l'Università di Costanza in Germania. Prima di entrare in politica, è stata docente presso la Facoltà di Giurisprudenza dell'Università di Dar es Salaam dove ha diretto il Dipartimento di diritto costituzionale e amministrativo dal 1992 al 1994 e il Dipartimento di diritto civile e penale dal 1994 al 1997.
Migiro è stata membro del partito Chama Cha Mapinduzi dal 1994 al 2000. Dal 2000 al 2006 è stata Ministro dello sviluppo comunitario, delle questioni di genere e dei bambini. È diventata ministro degli Affari esteri e della cooperazione internazionale il 4 gennaio 2006, quando il precedente ministro degli Esteri, Jakaya Kikwete, eletto presidente, ha nominato il suo nuovo governo. È stata la prima donna a ricoprire tale ruolo in Tanzania.

## Esperienza alle Nazioni Unite
Il 5 gennaio 2007, Migiro è stata nominata vice segretario generale delle Nazioni Unite dall'allora presidente ONU, il sud coreano Ban Ki-moon. Migiro e Ban avevano lavorato insieme mentre erano ministri degli Esteri dei rispettivi paesi. Ha assunto formalmente l'incarico il 1º febbraio 2007.
Durante la sua permanenza alle Nazioni Unite, Migiro è stata anche membro della Commissione per un'efficace cooperazione allo sviluppo con l'Africa. Nel settembre 2009, ha incontrato a Roma il ministro degli Esteri italiano Franco Frattini e Papa Benedetto XVI per discutere del dramma della violenza contro le donne ed in particolare per approfondire un'iniziativa ONU contro la mutilazione genitale femminile.
Migiro è stato vice segretario generale fino a giugno 2012.

## Carriera successiva
Dopo aver prestato servizio presso le Nazioni Unite, Migiro è tornata in Tanzania ed è stata nominata Ministro della Giustizia e degli Affari Costituzionali nel gabinetto di Jakaya Kikwete. Successivamente è entrata nella corsa per diventare la candidata del Chama Cha Mapinduzi alle elezioni presidenziali del 2015, ma ha perso la nomination a favore del vincitore John Magufuli.
Magufuli, divenuto presidente, ha nominato Migiro ambasciatrice presso il Regno Unito nel maggio 2016.

## Vita privata
È sposata con Cleophas Migiro, la coppia ha due figlie.